# Ashby (Massachusetts)
Ashby város az USA Massachusetts államában, Middlesex megyében. Lakosainak száma 3193 fő (2020. április 1.).

## Népesség
A település népességének változása:

| 2010 | 3 074 |
| 2020 | 3 193 |